# Sobhuza II.

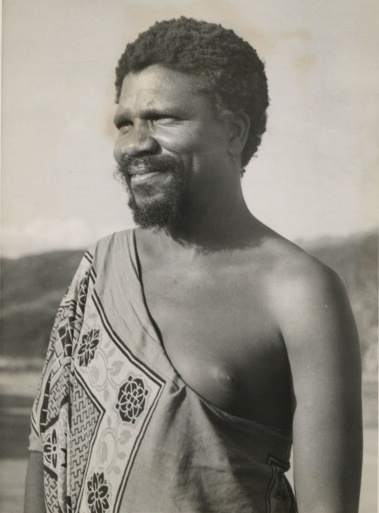
Sobhuza II. (1945)

König Sobhuza II. (* 22. Juli 1899; † 21. August 1982) war von 1899 bis 1968 das Oberhaupt von Swasiland, dem heutigen Eswatini. Nach der Unabhängigkeit Swasilands von Großbritannien regierte er das Land bis 1982 als König.

## Leben
Im Alter von vier Monaten wurde der Sohn von Ngwane V. zum Herrscher ausgerufen; seine Großmutter Labotsibeni Gwamile Mdluli übernahm die Regentschaft. Sie übergab ihm die Herrschaft am 22. Dezember 1921. Am 1. Januar 1964 wurde eine neue Verfassung im Westminster-System erlassen, die seine Position schwächte. Ein von ihm initiiertes Referendum gegen die Verfassung scheiterte, im selben Jahr war er jedoch maßgeblich an der Gründung der monarchistischen Partei Imbokodvo National Movement beteiligt, die bei den Parlamentswahlen bis 1972 alle Sitze gewann. Als Swasiland am 6. September 1968 in die Unabhängigkeit von Großbritannien entlassen wurde, richtete er sich gegen den liberalen Verfassungsansatz der Briten. Nachdem 1973 die Partei Ngwane National Liberatory Congress drei der 24 Sitze erhalten hatte, rief er den Notstand aus, schaffte das Parlament und alle Parteien ab und regierte als absoluter Herrscher. Er starb in seinem Palast im Embo State House in Lobamba.
Zählt man seine Jugendjahre mit, war er fast 83 Jahre lang König und hatte damit die längste Amtszeit aller historisch gesicherten Herrscher. Seine Frau Dzeliwe folgte ihm als Regentin.
König Sobhuza II. war mit 70 Frauen verheiratet und hatte etwa 210 Kinder. Mit Ntombi hatte er den Sohn Mswati III., der 1986 König wurde.